# بيل رينغ
بيل رينغ (بالإنجليزية: Bill Ring)‏ هو لاعب كرة قدم أمريكية أمريكي، ولد في 13 ديسمبر 1956 في دي موين في الولايات المتحدة.

## وصلات خارجية
- بيل رينغ على موقع مرجع كرة القدم المحترفة.كوم (الإنجليزية)